# Conodon
Conodon – rodzaj ryb z rodziny luszczowatych.

## Klasyfikacja
Gatunki zaliczane do tego rodzaju:
- Conodon macrops
- Conodon nobilis – konodon[3]
- Conodon serrifer